# 367 Аміцітія
367 Аміцітія (367 Amicitia) — астероїд головного поясу, відкритий 19 травня 1893 року Огюстом Шарлуа у Ніцці.